# Sucedió en México
Sucedió en México (en inglés: It Happened in Mexico) es una película musical mexicana de 1958 dirigida por Ramón Pereda y protagonizada por María Antonieta Pons, Joaquín Cordero y Carmelita González. Los decorados de la película fueron diseñados por el director de arte Jorge Fernández.

## Reparto
- Luis Aguilar
- José Baviera
- Lola Beltrán
- Antonio Bribiesca
- Sara Cabrera
- Humberto Cano
- Manuel Casanueva
- Joaquín Cordero
- Orquesta de Ingeniería
- Carmelita González
- Manolo
- Raúl Meraz
- José Peña
- Ignacio Peón
- María Antonieta Pons
- Silvestre
- Cuco Sánchez
- Tabaquito
- Trío Avileño
- Mariachi Vargas
- Nora Veryán